# Ornipholidotos bakotae
Ornipholidotos bakotae är en fjärilsart som beskrevs av Henry Stempffer 1962. Ornipholidotos bakotae ingår i släktet Ornipholidotos och familjen juvelvingar. Inga underarter finns listade i Catalogue of Life.